# Paris selon Moussa
Pour plus de détails, voir Fiche technique et Distribution.
Paris selon Moussa est un film franco-guinéen réalisé par Cheik Doukouré, sorti le 11 juin 2003. Il relate l'aventure d'un guinéen, Moussa, qui est rattaché aux sans-papiers de Paris par inattention.

## Synopsis
Arrivé en France par le billet de son village pour acheter une motopompe pour ses parents agriculteurs, Moussa se fait voler la moitié de l'argent qui lui a été confié. Il se retrouve alors dans une situation totalement inattendue et notamment parmi des sans-papiers africains qui occupent une église.

## Fiche technique
- Titre français : Paris selon Moussa
- Réalisateur : Cheik Doukouré
- Scénario : Cheik Doukouré; Danielle Ryan
- Productrice : Danielle Ryan
- Costumière : Jacotte Perrier
- Photo : Hugues De Haeck
- Montage :
- Musique et chansons : Hélène Blazy
- Genre : comédie dramatique
- Durée : 1 heures 36 minutes
- Sortie : 11 juin 2003

## Distribution
- Élisabeth Vitali
- Cheik Doukouré
- Mariam Kaba
- Louis Navarre